# 안드레아스 파판드레우

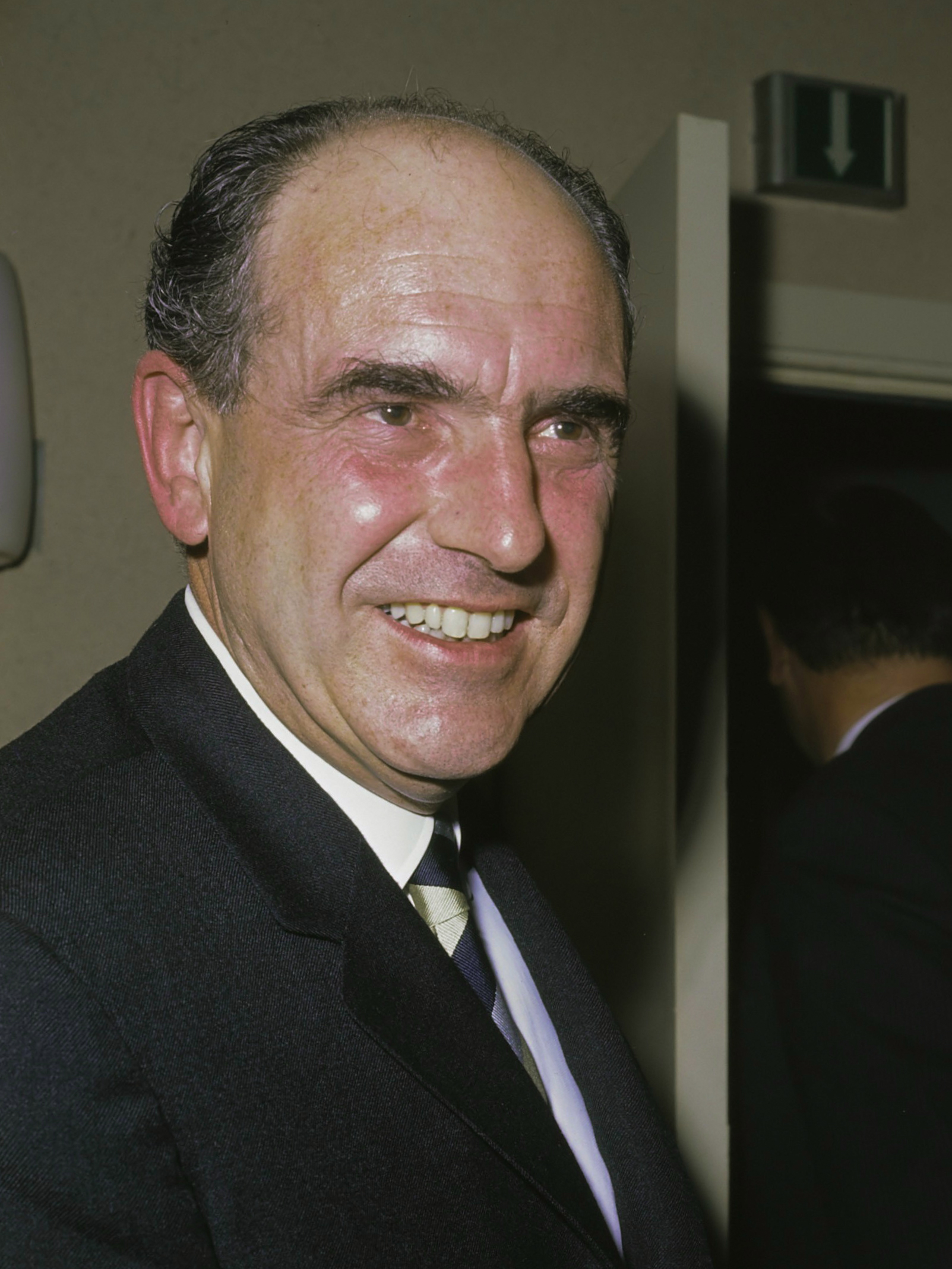
안드레아스 파판드레우

안드레아스 파판드레우(그리스어: Ανδρέας Παπανδρέου, 영어: Andreas Georgiou Papandreaou, 1919년 2월 5일, 히오스 ~ 1996년 6월 23일, 아테네)는 그리스의 경제학자이자 사회주의자 정치가였다. 소속 정당은 범그리스 사회주의 운동이며 두 번에 걸쳐 그리스의 총리(1981년 10월 21일 ~ 1989년 7월 2일, 1993년 10월 13일 ~ 1996년 1월 17일)로 재임하였다.
1937년부터 1938년까지 아테네 대학교에 재학했지만 트로츠키주의를 선전한 것이 문제가 되어 체포되기도 했다. 그 뒤 아버지와 함께 미국으로 이주했다. 1943년에는 하버드 대학교에서 경제학 박사 학위를 받았다. 미네소타 대학교, 노스웨스턴 대학교, 캘리포니아 대학교 버클리에서 교수로 근무했고 1959년 그리스로 귀환했다.
1967년에는 그리스 군사 정권이 들어서면서 국외로 추방당했다. 1974년 군사 정권의 종식과 함께 그리스로 귀환한 이후에 범그리스 사회주의 운동을 결성했으며 1981년 총선거에서 신민주주의당을 누르고 그리스 의회 제1당을 차지했다. 1999년 파판드레우는 스웨덴의 북극성 훈장을 추서받았다.